# Lukas Bieger
Lukas Bieger (* 16. August 1996) ist ein deutscher Unihockeyspieler und ehemaliger U19-Nationalspieler.

## Karriere
Den Sport erlernte Bieger beim TSV Tetenbüll, wo er in den Jugendmannschaften des Vereins als Spieler aktiv war. Von der Saison 2014/15 bis zu der Saison 2015/16 spielte er in der 1. Floorball-Bundesliga bei  TV Lilienthal. Zu Beginn der Saison 2016/17 wechselte Bieger zum Schweizer Erstligisten SV Wiler-Ersigen und spielte dort in der U21 zusammen mit dem Tetenbüller Flemming Kühl. Seit der Saison 2017/18 spielt Lukas Bieger wieder in Lilienthal.
Am 12. März 2019 erzielte Lukas Bieger seinen bislang größten Erfolg und gewann mit dem TV Lilienthal im Final4 den Floorball Deutschland Pokal.